# Lepanthes hamiltonii
Lepanthes hamiltonii är en orkidéart som beskrevs av Carlyle August Luer. Lepanthes hamiltonii ingår i släktet Lepanthes och familjen orkidéer.
Artens utbredningsområde är Peru. Inga underarter finns listade i Catalogue of Life.